# PQ–3-as konvoj
A PQ–3-as konvoj egy hajókaraván volt a második világháborúban, amelyet a szövetségesek a Szovjetunióba indítottak. A 8 kereskedelmi hajó és kísérőik 1941. november 9-én indultak útnak az izlandi Hvalfjörðurból, és november 22-én valamennyien megérkeztek Arhangelszkbe. A PQ kód azt jelentette, hogy a rakomány nyugatról tart a Szovjetunióba, a 3 a sorszámát jelöli.

## Hajók

### Kereskedelmi hajók
| A hajó neve  | Nemzetisége        | Vízkiszorítása (brt) |
| ------------ | ------------------ | -------------------- |
| Briarwood    | Egyesült Királyság | 4019                 |
| Cape Corso   | Egyesült Királyság | 3807                 |
| Cape Race    | Egyesült Királyság | 3807                 |
| Cocle        | Panama             | 5620                 |
| El Capitan   | Panama             | 5255                 |
| San Ambrosio | Egyesült Királyság | 7410                 |
| Trekieve     | Egyesült Királyság | 5244                 |
| Wanstead     | Egyesült Királyság | 5486                 |

### Kísérőhajók
| A hajó neve  | Nemzetisége        | Típusa                   |
| ------------ | ------------------ | ------------------------ |
| HMS Bramble  | Egyesült Királyság | Aknaszedő                |
| HMS Hamlet   | Egyesült Királyság | Tengeralattjáró-elhárító |
| HMS Intrepid | Egyesült Királyság | Romboló                  |
| HMS Kenya    | Egyesült Királyság | Könnyűcirkáló            |
| HMS Macbeth  | Egyesült Királyság | Tengeralattjáró-elhárító |
| HMS Seagull  | Egyesült Királyság | Aknaszedő                |
| HMS Speedy   | Egyesült Királyság | Aknaszedő                |